# إريك بلانت
إريك بلانت (بالإنجليزية: Eric Plant) هو عسكري أسترالي، ولد في 23 أبريل 1890 في شارترز تاور ‏ في أستراليا، وتوفي في 17 مايو 1950 في Bayview, New South Wales ‏ في أستراليا بسبب سرطان.